# Giorgio Vasari
Giorgio Vasari (wym. [ˈdʒordʒo vaˈzaːri]; ur. 30 lipca 1511 w Arezzo, zm. 27 czerwca 1574 we Florencji) – włoski historiograf sztuki, architekt, inżynier i malarz, autor Żywotów najsławniejszych malarzy, rzeźbiarzy i architektów (1550).

## Życiorys
Urodził się 30 lipca 1511 w Arezzo w Toskanii jako syn handlarza suknem Antonio Vasariego i Maddaleny Tacci . Polecany od najmłodszych lat przez swojego kuzyna Lucę Signorelli, został uczniem witrażysty Guglielmo da Marsiglia. W tym samym czasie uczęszczał także na lekcje poligrafa Giovanniego Pollio Lappoli, gdzie otrzymał wczesne wykształcenie humanistyczne, a także spróbował swoich sił w architekturze .
W wieku szesnastu lat został wysłany do Florencji przez kardynała Silvio Passeriniego. Wprowadzony przez Passeriniego w krąg dworu Medyceuszy, Vasari pogłębiał swoją humanistyczną edukację pod okiem pisarza Pierio Valeriano. Był także częstym gościem w pracowni Andrei del Sarto i akademii rysunku Baccio Bandinelli . Zaprzyjaźnił się z Michałem Aniołem, którego styl malowania wpłynął na jego własny. Zmarł 27 czerwca 1574 we Florencji w Wielkim Księstwie Toskanii w wieku 62 lat.

### Malarstwo

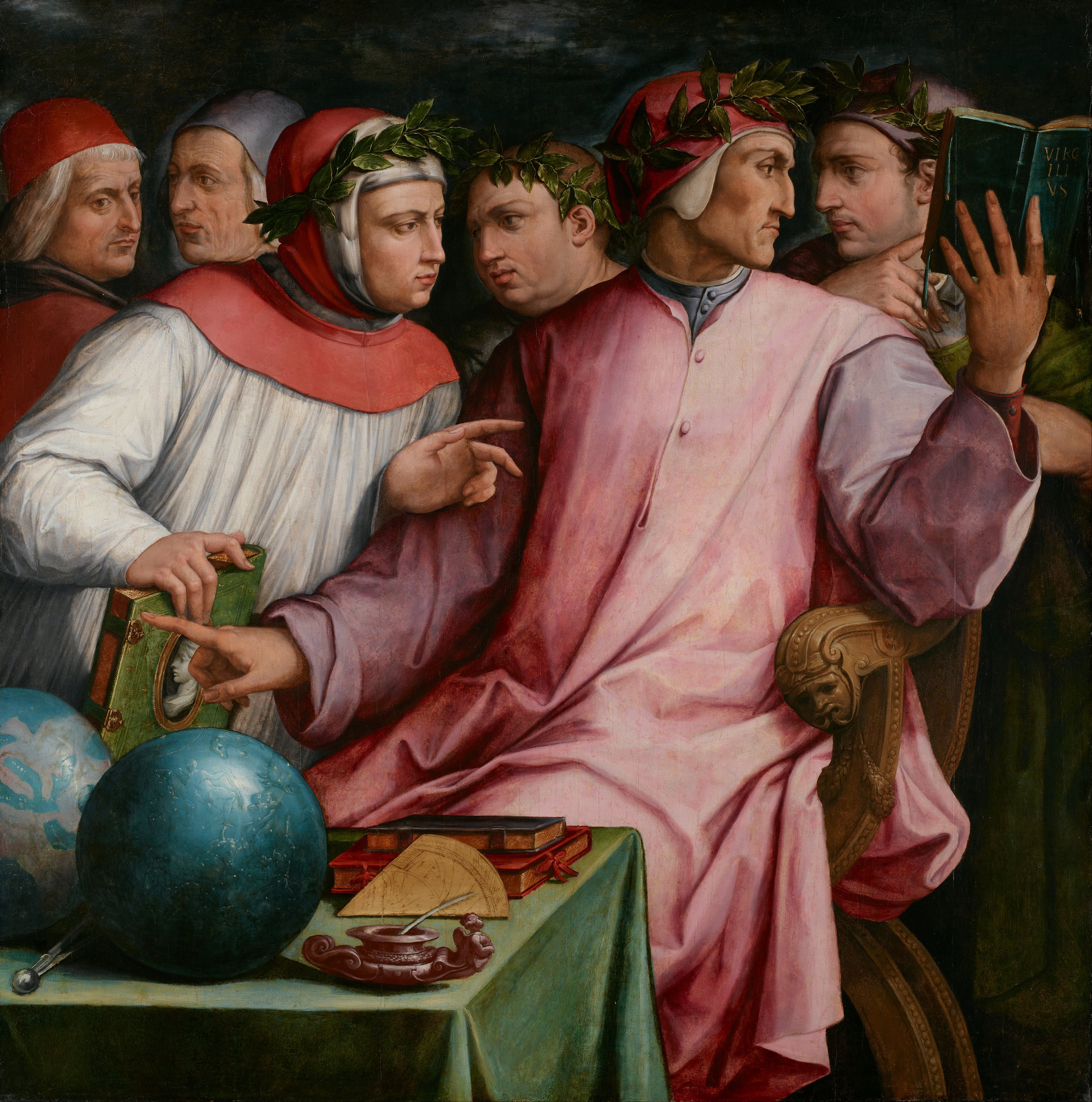
Sześciu poetów toskańskich, ok. 1544. Od lewej do prawej: Marsilio Ficino, Cristoforo Landino, Francesco Petrarca, Giovanni Boccaccio, Dante Alighieri i Guido Cavalcanti.

W 1529 roku odwiedził Rzym, gdzie studiował dzieła Rafaela i innych artystów rzymskiego renesansu. Manierystyczne obrazy Vasariego były bardziej podziwiane za jego życia niż później. W 1547 roku uzupełnił freskami salę kancelarii w Palazzo della Cancelleria w Rzymie, które otrzymały nazwę Sala dei Cento Giorni. Wiele z jego obrazów zachowało się do dziś, z których najważniejsze to malowidła ścienne i sufitowe w Sala di Cosimo I w Palazzo Vecchio we Florencji.

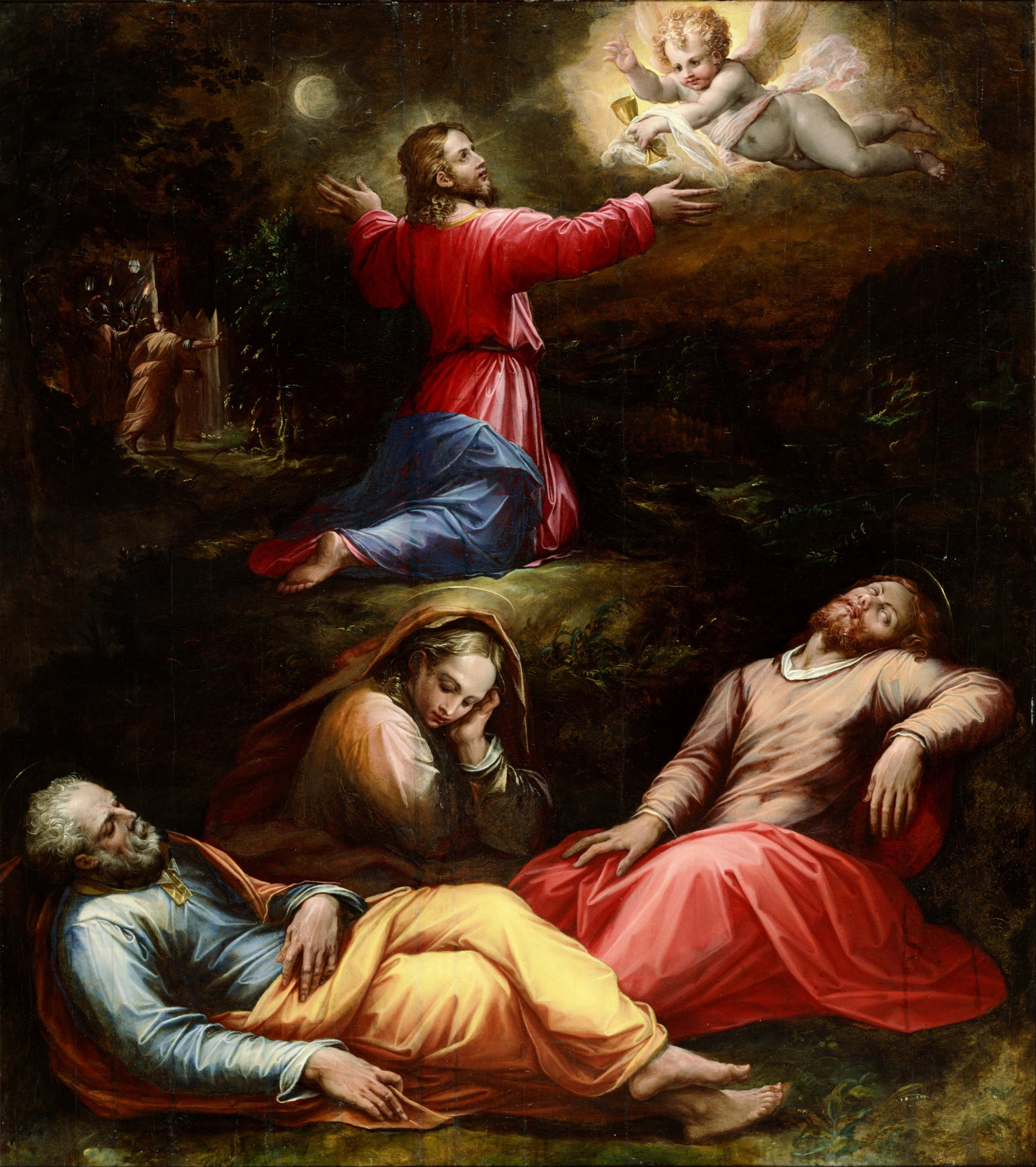
Ogród Getsemani

Jego uczniami lub naśladowcami byli m.in. Sebastiano Flori, Bartolomé Carducho, Mirabello Cavalori, Stefano Veltroni, Alessandro Fortori.

### Architektura

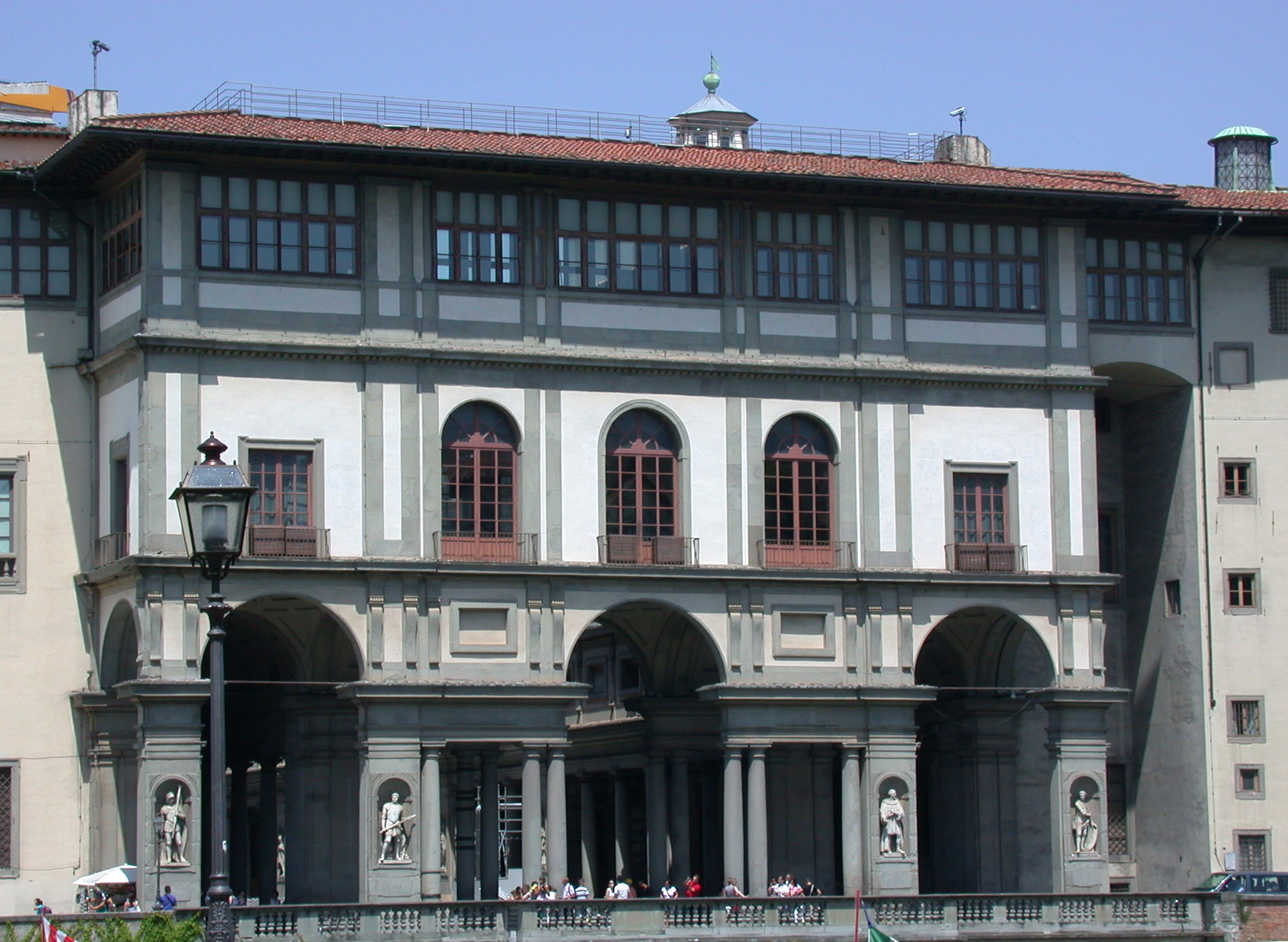
Loggia Uffizi.

Oprócz kariery malarza Vasari odnosił również sukcesy jako architekt. Jego loggia galerii Uffizi otwiera widok na koniec długiego dziedzińca i stanowi element urbanistyczny, funkcjonujący jako plac publiczny i uznawany jest za krótką ulicę. We Florencji Vasari zbudował również długie przejście, obecnie zwane Korytarzem Vasari (Corridoio Vasariano), które łączy Uffizi z Palazzo Pitti po drugiej stronie rzeki. Zamknięty korytarz biegnie wzdłuż rzeki Arno, przecina Ponte Vecchio i wije się na zewnątrz kilku budynków.
Odrestaurował także średniowieczne kościoły – kościół Santa Maria Novella we Florencji i kościół Santa Croce. W obu usunął oryginalne lektorium i przebudował chóry w stylu manierystycznym. W Santa Croce był odpowiedzialny za obraz Adoracja Trzech Króli, który został zamówiony przez papieża Piusa V w 1566 i ukończony w lutym 1567.
W 1562 Vasari zbudował ośmioboczną kopułę w bazylice Matki Bożej Pokory w Pistoi .
W Rzymie pracował z Jacopo Barozzi da Vignola i Bartolomeo Ammannatim w Villa Giulia papieża Juliusza III.

### Żywoty najsławniejszych malarzy, rzeźbiarzy i architektów

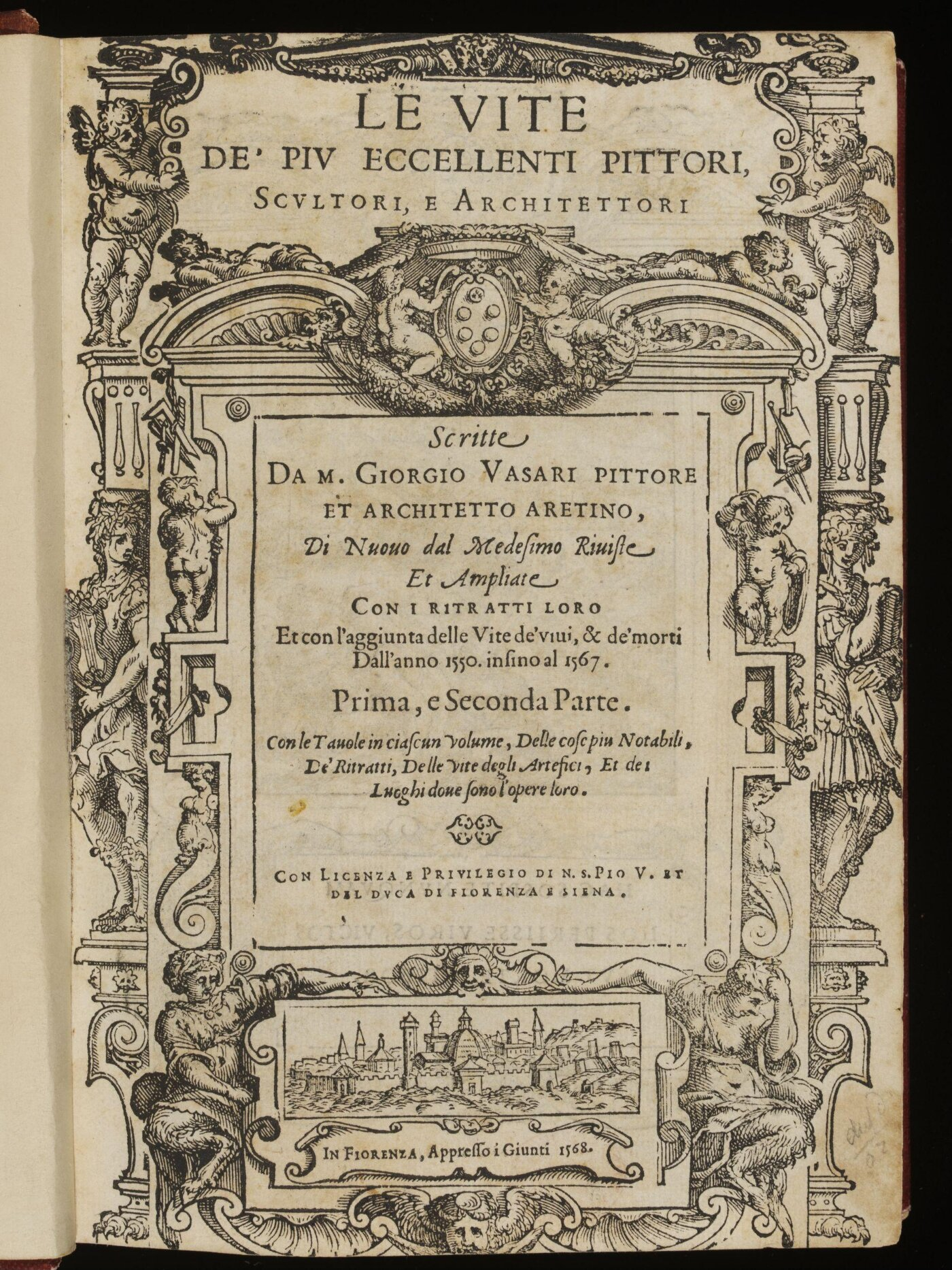
Okładka Żywotów.

Często nazywany „pierwszym historykiem sztuki”. Dziełem życia Vasariego jest dedykowany Kosmie I Medyceuszowi zbiór biografii najwybitniejszych artystów włoskich od Cimabuego do Michała Anioła (Le vite de’ più eccellenti architetti, pittori, et scultori italiani, da Cimabue insino a’ tempi nostri – pierwsze wydanie 1550; drugie w 1568 – uzupełnione i z nieznacznie zmienionym tytułem Le vite dei più eccellenti pittori, scultori e architetti – pol. Żywoty najsławniejszych malarzy, rzeźbiarzy i architektów).
Vasari przedstawił typowo renesansową koncepcję historiograficzną, zakładającą upadek sztuki w średniowieczu i jej stopniowe odradzanie się od czasów Giotta aż do kulminacji w osobie Michała Anioła. Głównym ośrodkiem odrodzenia sztuk plastycznych była dla niego Toskania. Vasari pozostawił również po sobie Wspomnienia (Libro delle ricordanze).
Biografie Vasariego przeplatane są zabawnymi plotkami. Wiele z jego anegdot ma w sobie nutę prawdy, podczas gdy inne to wymysły lub ogólne fikcje, jak na przykład opowieść o młodym Giotto malującym muchę na powierzchni obrazu Cimabuego. Nie szukał w archiwach dokładnych dat, jak robią to historycy sztuki współczesnej, i oczywiście jego biografie są najbardziej wiarygodne dla malarzy jego własnego pokolenia i tych z najbliższej przeszłości. Współczesna krytyka – z nowymi materiałami udostępnionymi przez badania – poprawiła wiele jego tradycyjnych dat i atrybucji.

### Pozycja społeczna
Za życia cieszył się wysokim poszanowaniem i posiadał znaczną fortunę. W 1547 zbudował dom w Arezzo (obecnie muzeum mu poświęcone). Został także wybrany do rady miejskiej swojego rodzinnego miasta, by ostatecznie objąć najwyższy urząd gonfaloniere. Był żonaty z Niccolosą Bacci.

## Ordery i odznaczenia
- Order Złotej Ostrogi – nadany 30 czerwca 1571 przez papieża Piusa V[10].

## Galeria prac Giorgio Vasariego

### Obrazy

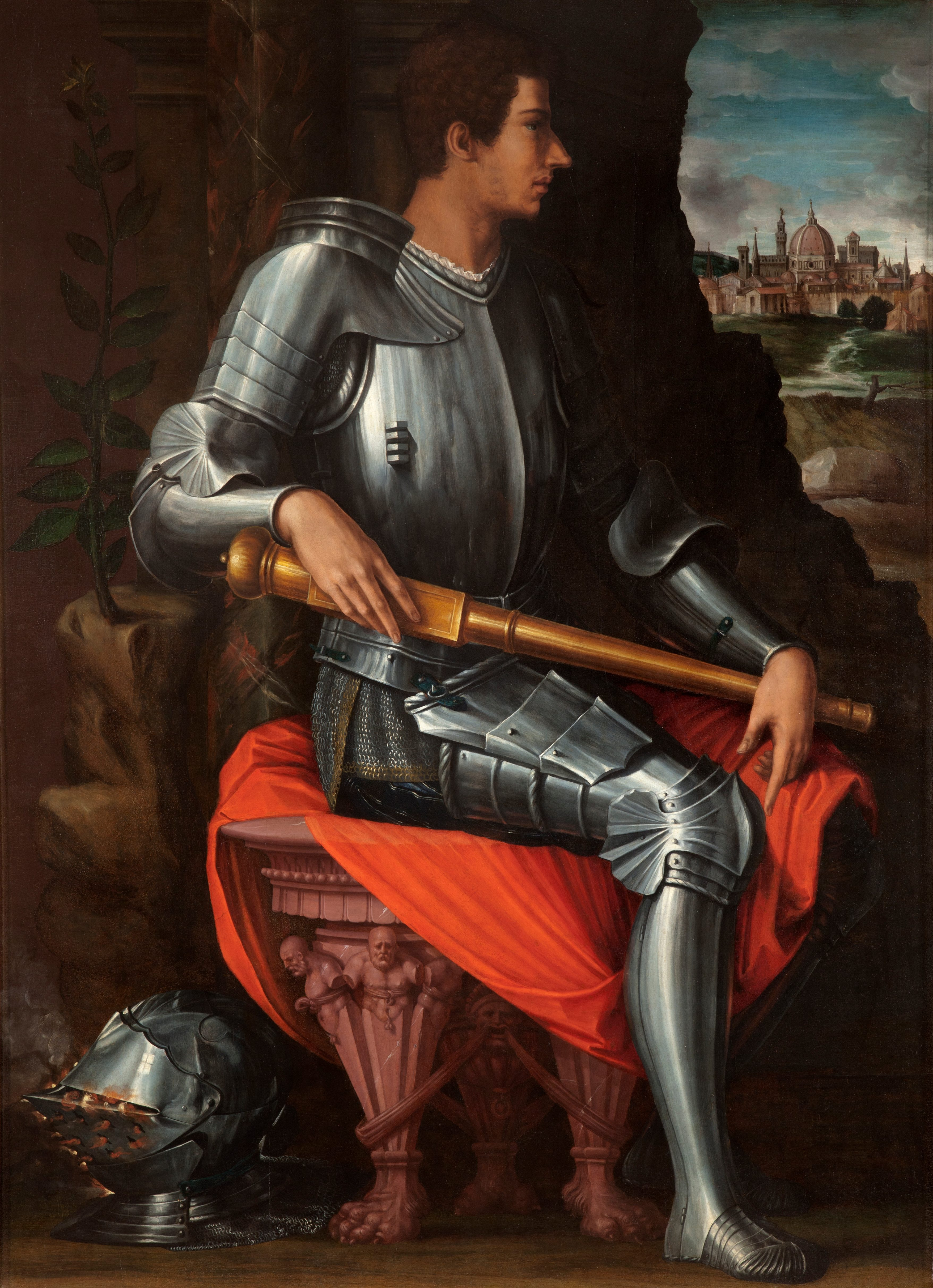
Aleksander Medyceusz w zbroi
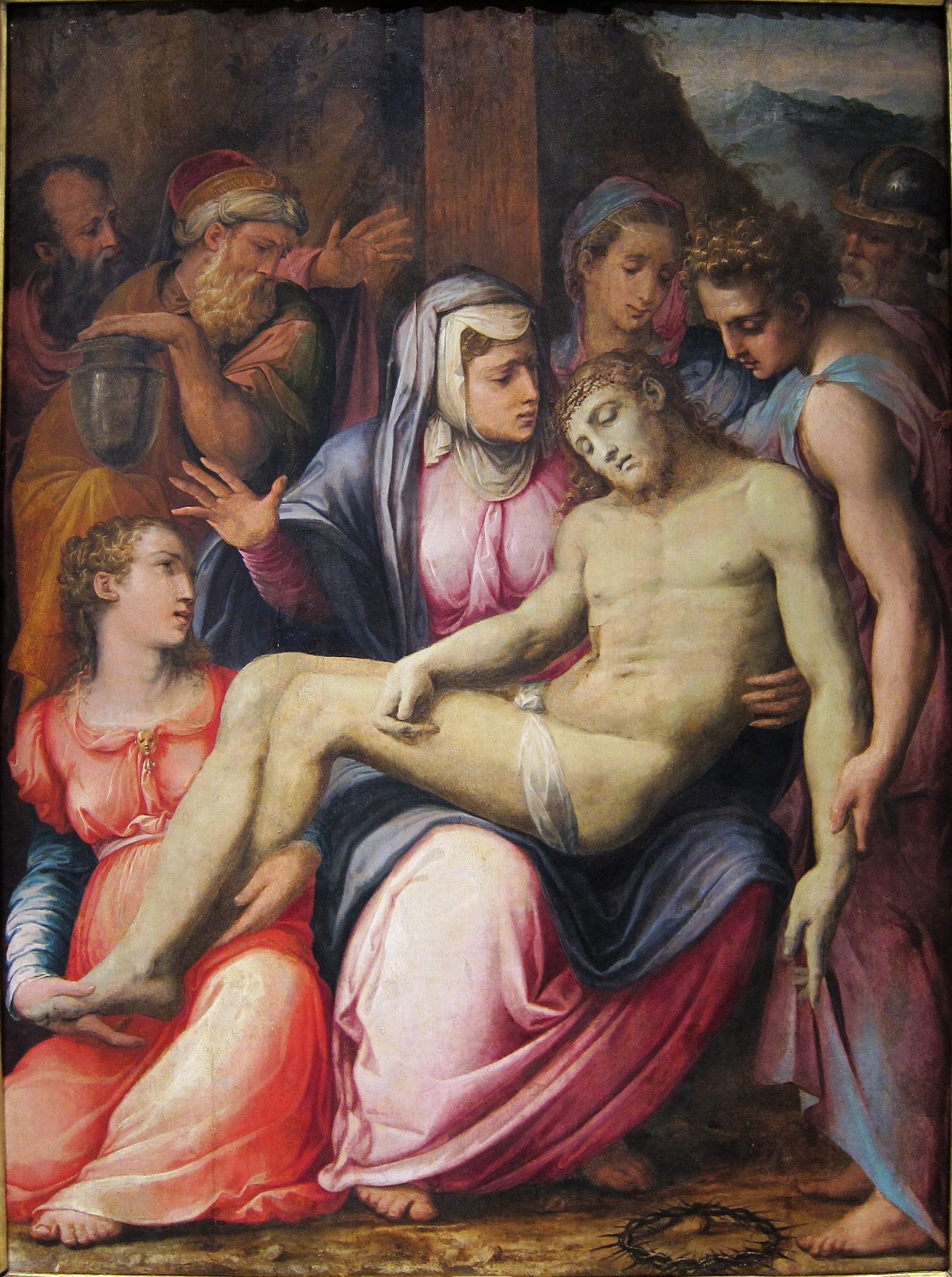
Pietà
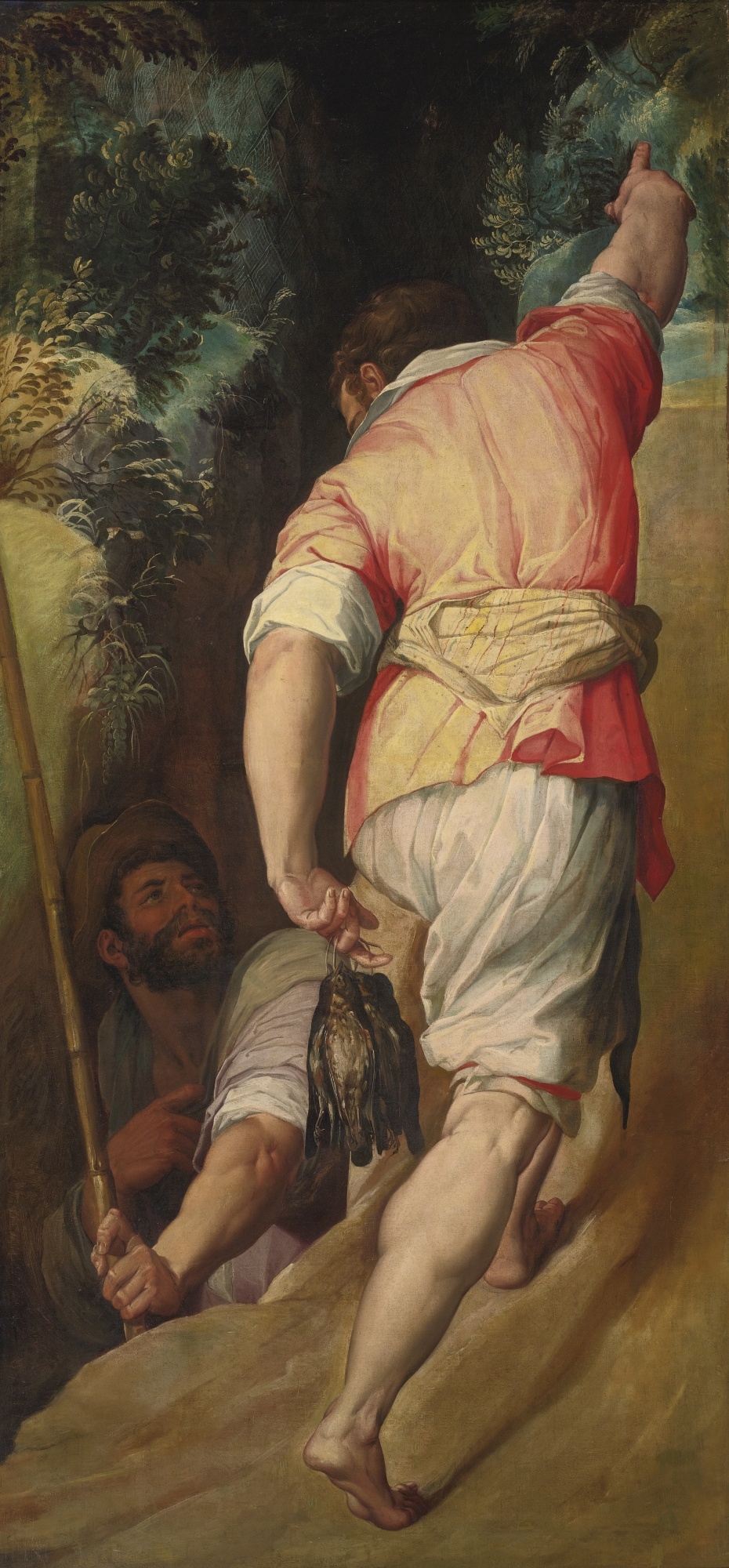
Łapacze ptaków
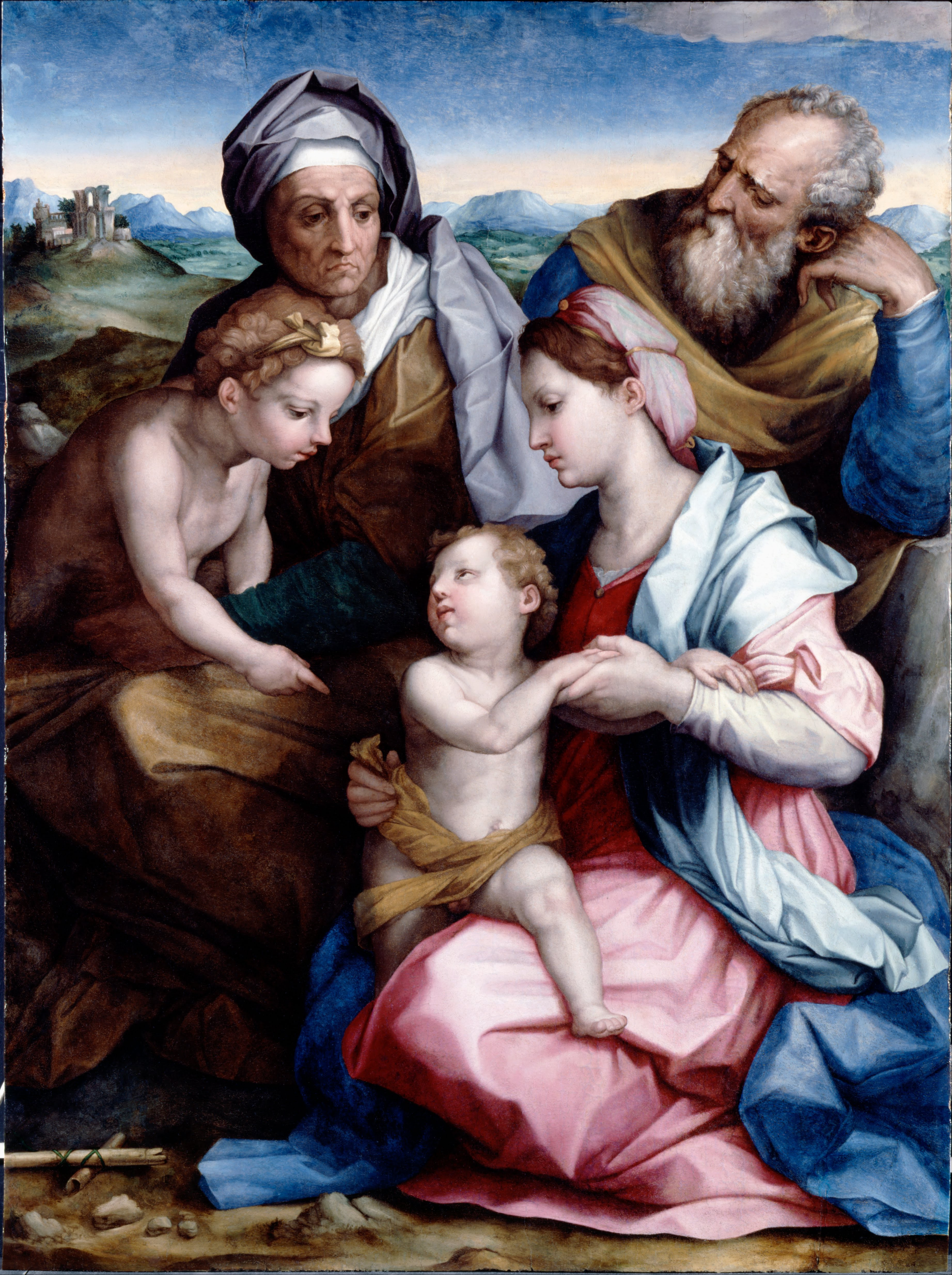
Święta Rodzina, z Andreą del Sarto
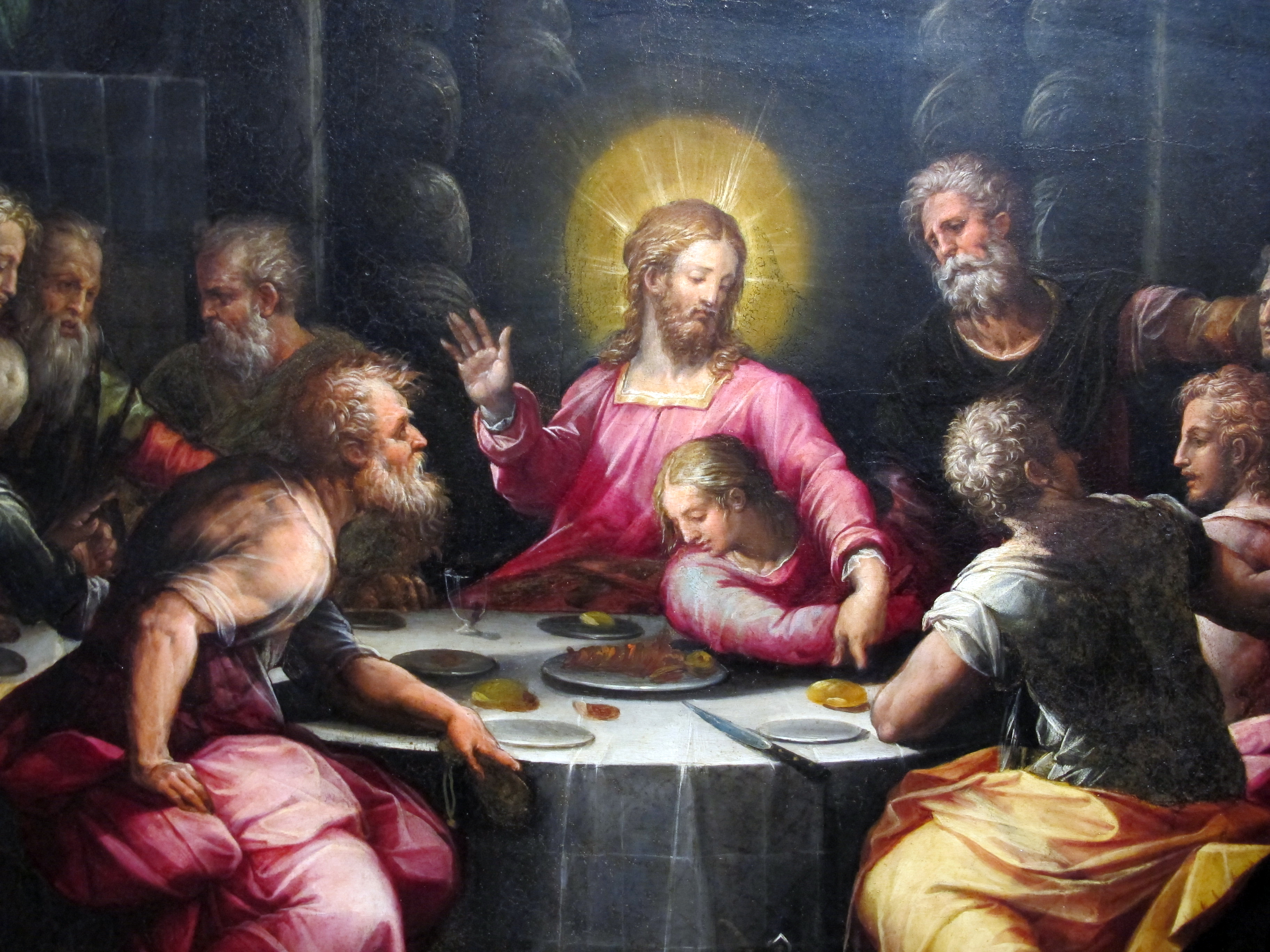
Ostatnia Wieczerza
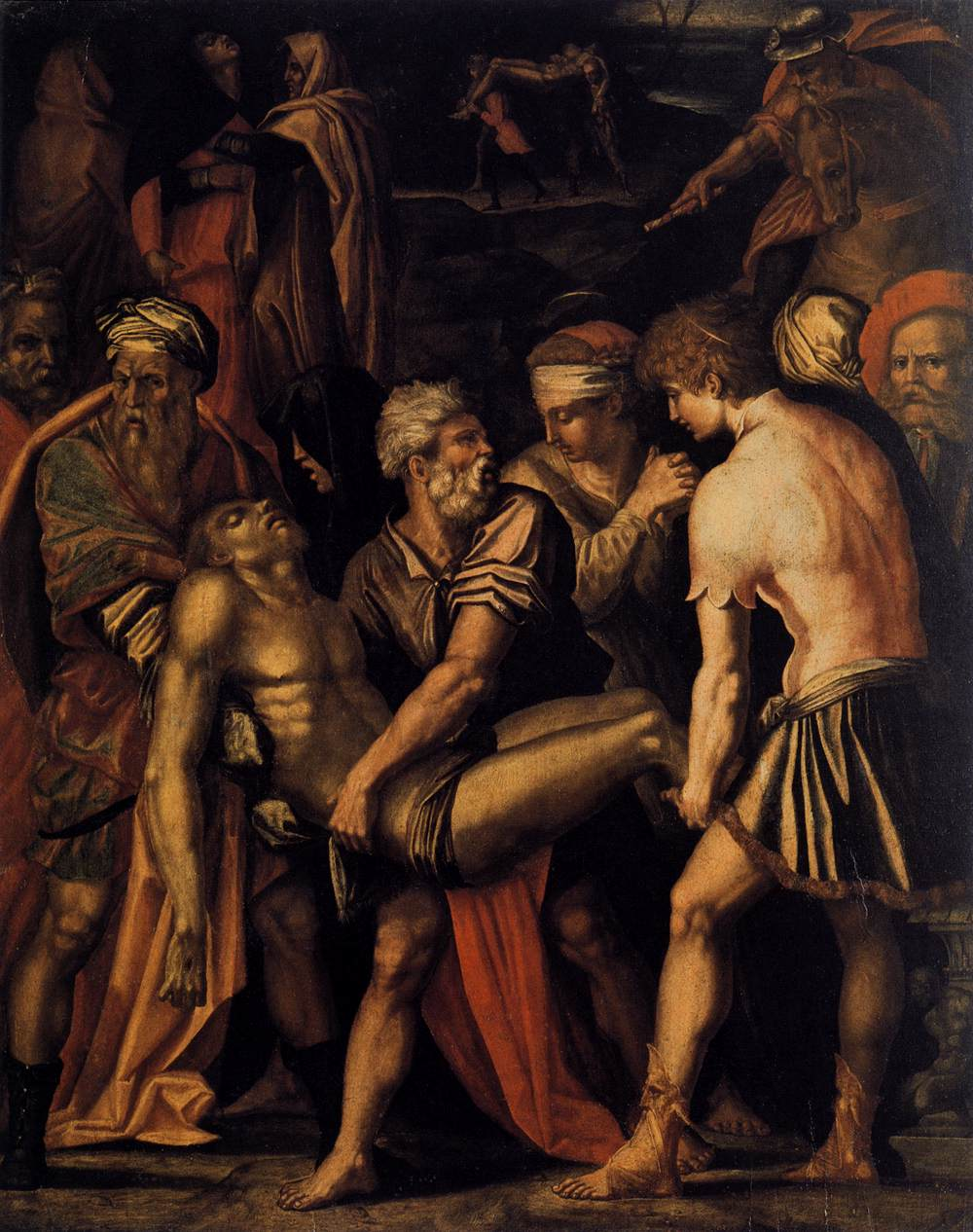
Złożenie do grobu
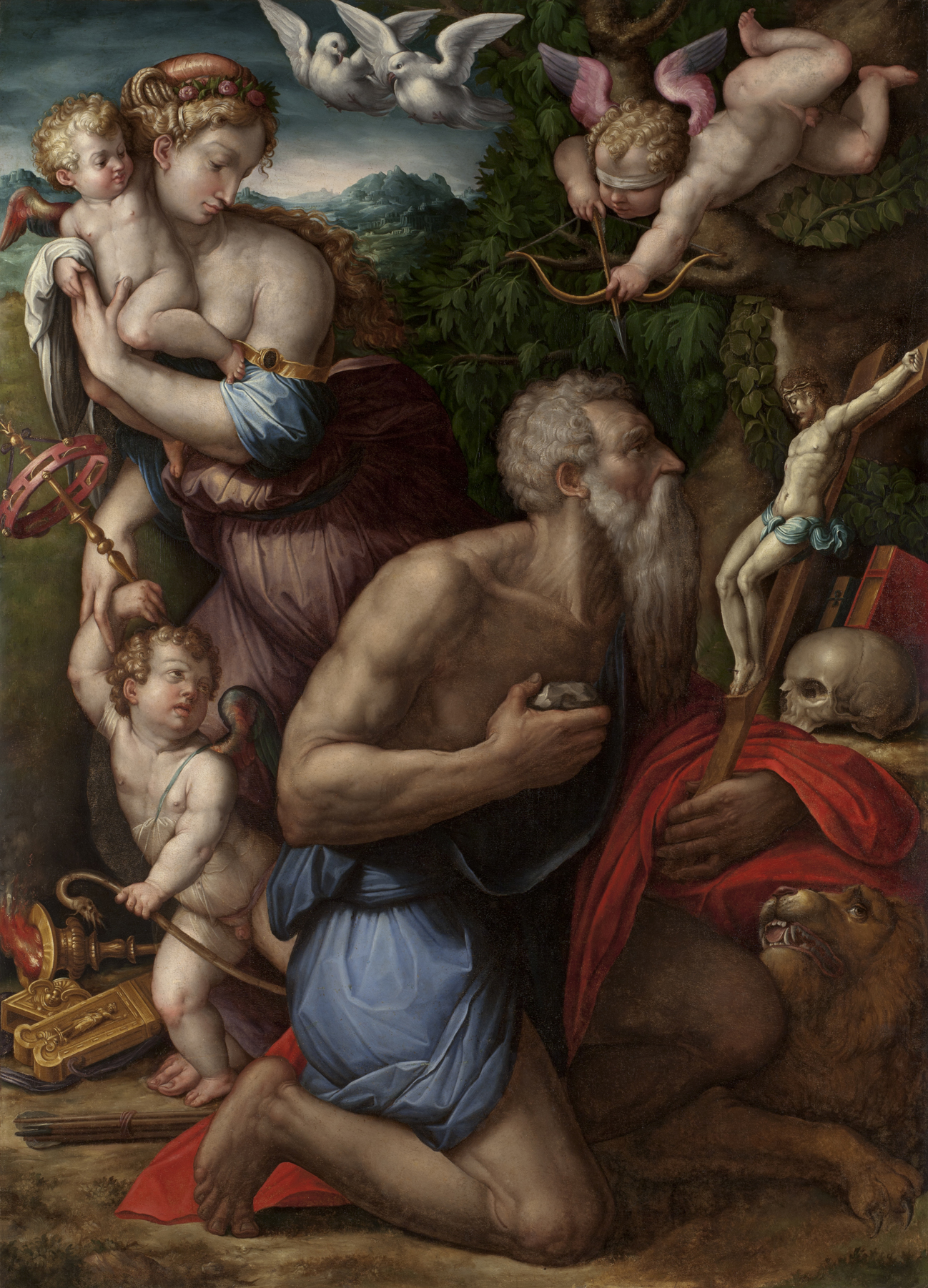
Kuszenie św. Hieronima
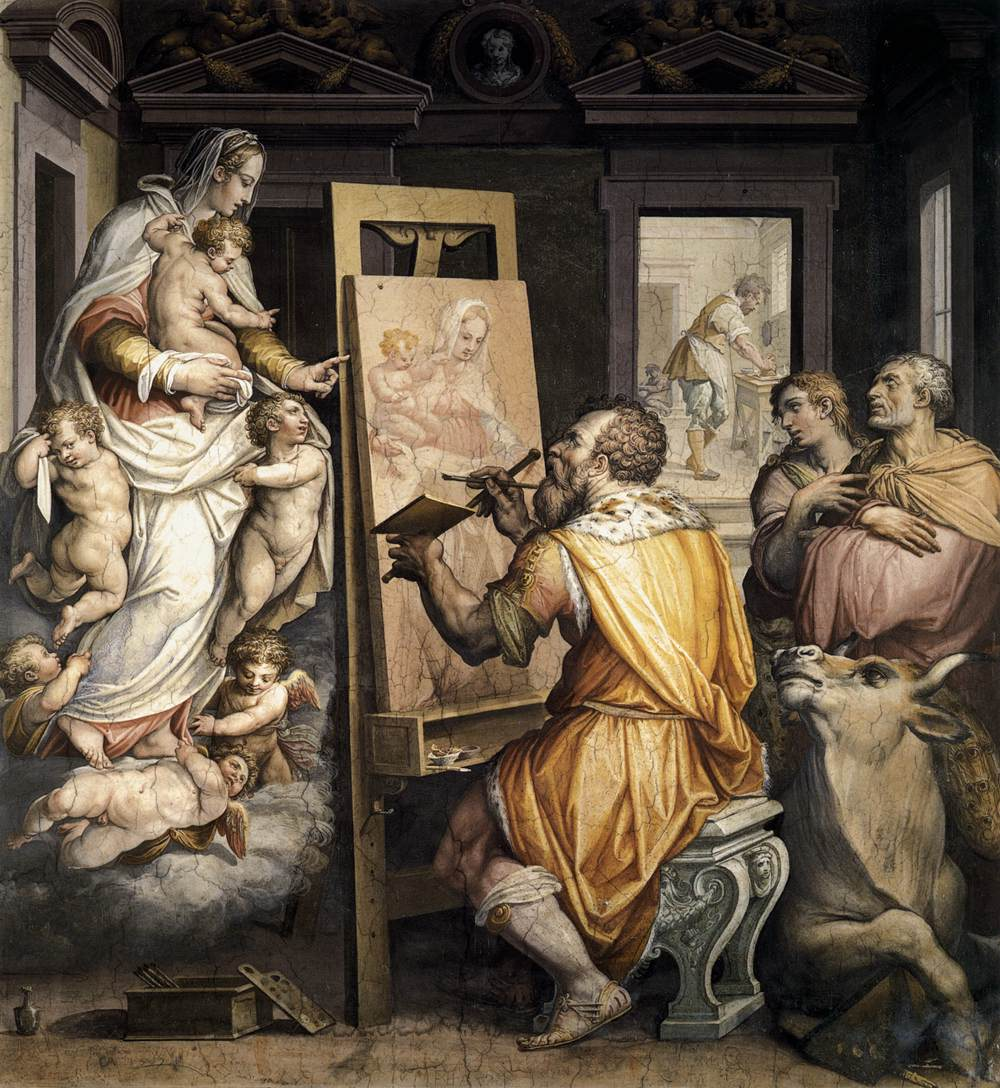
Św. Łukasz malujący Dziewicę
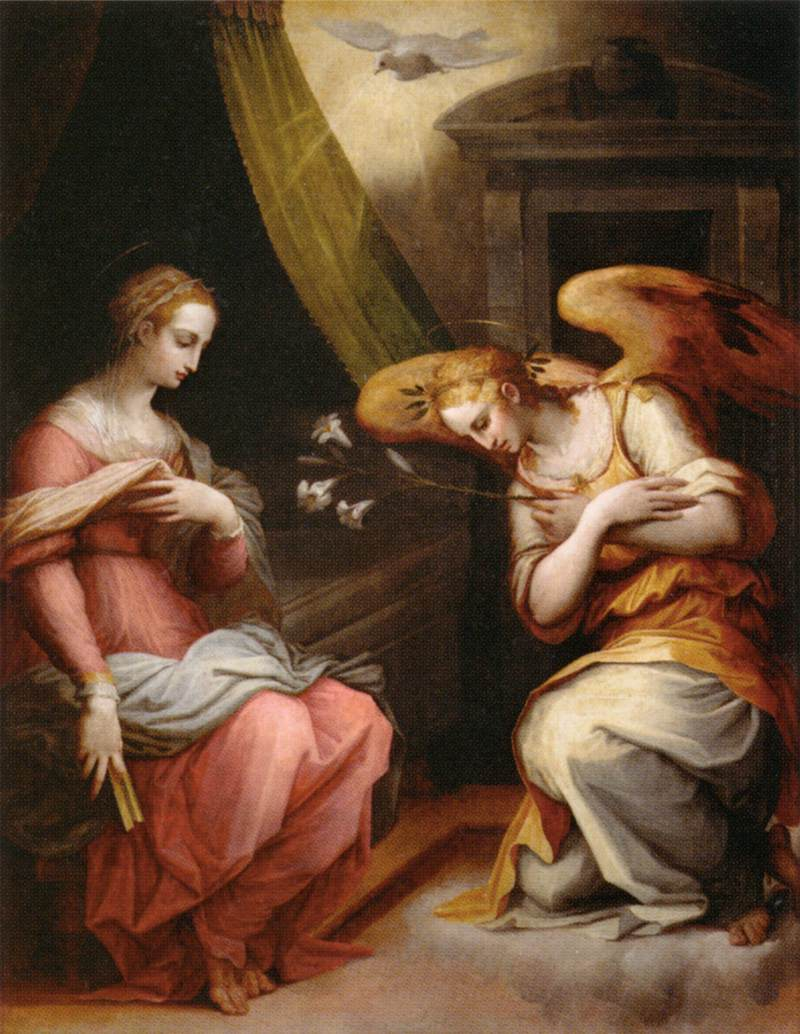
Zwiastowanie
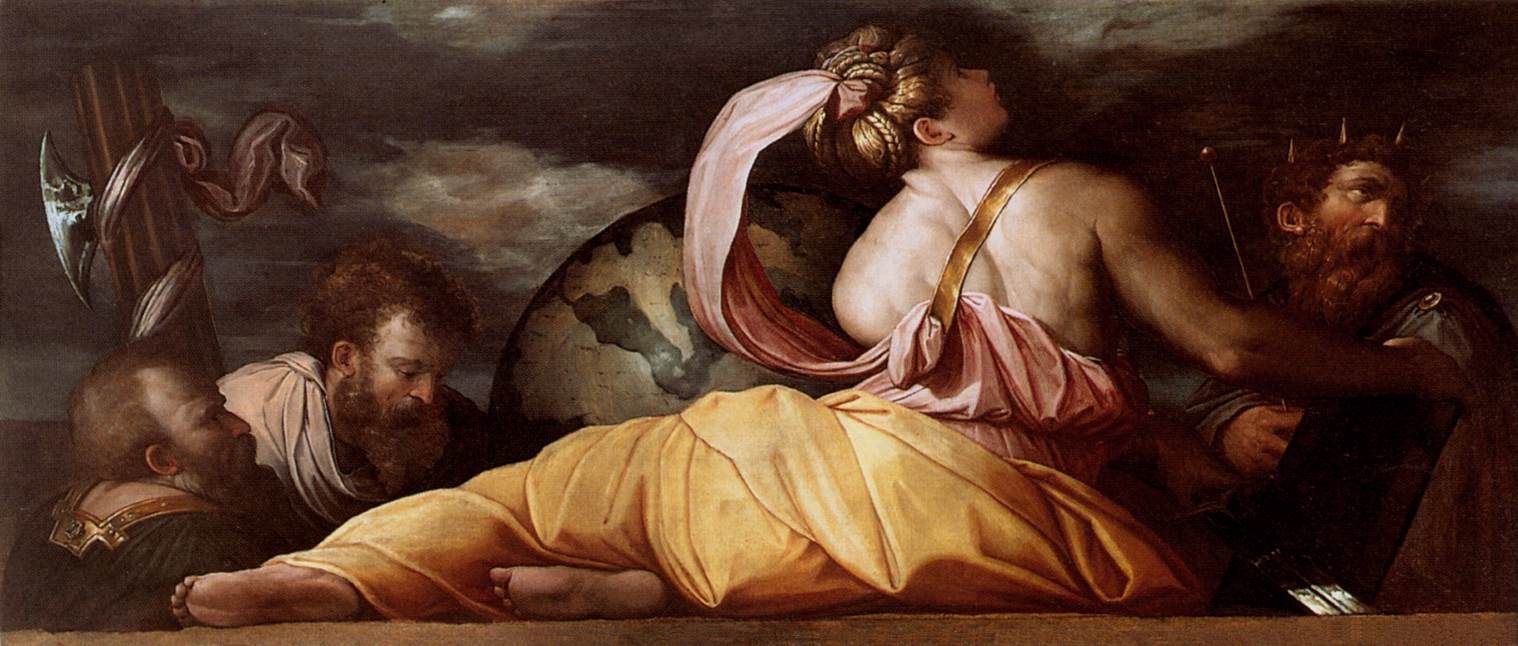
Sprawiedliwość
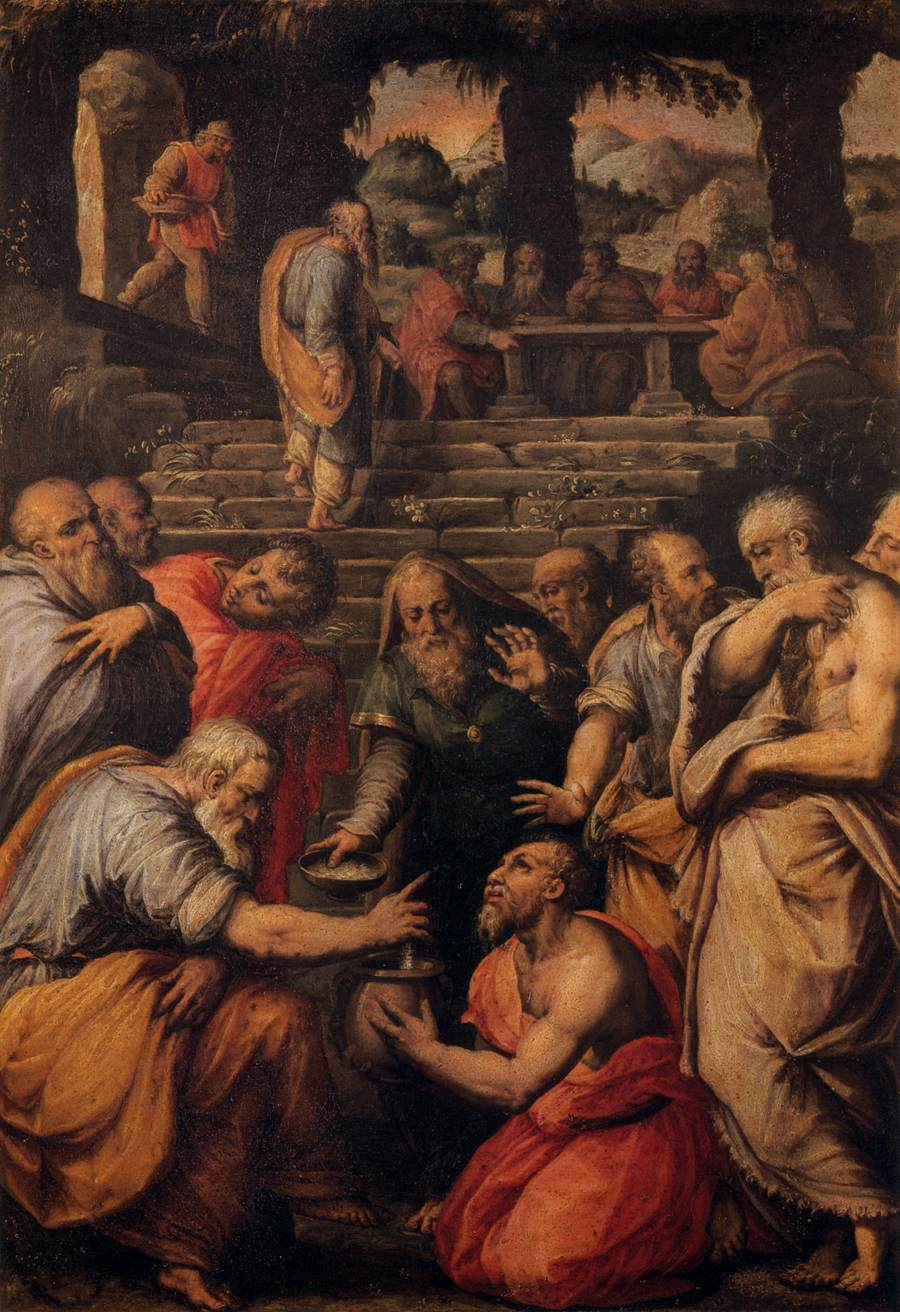
Prorok Elizeusz

### Freski i dekoracje

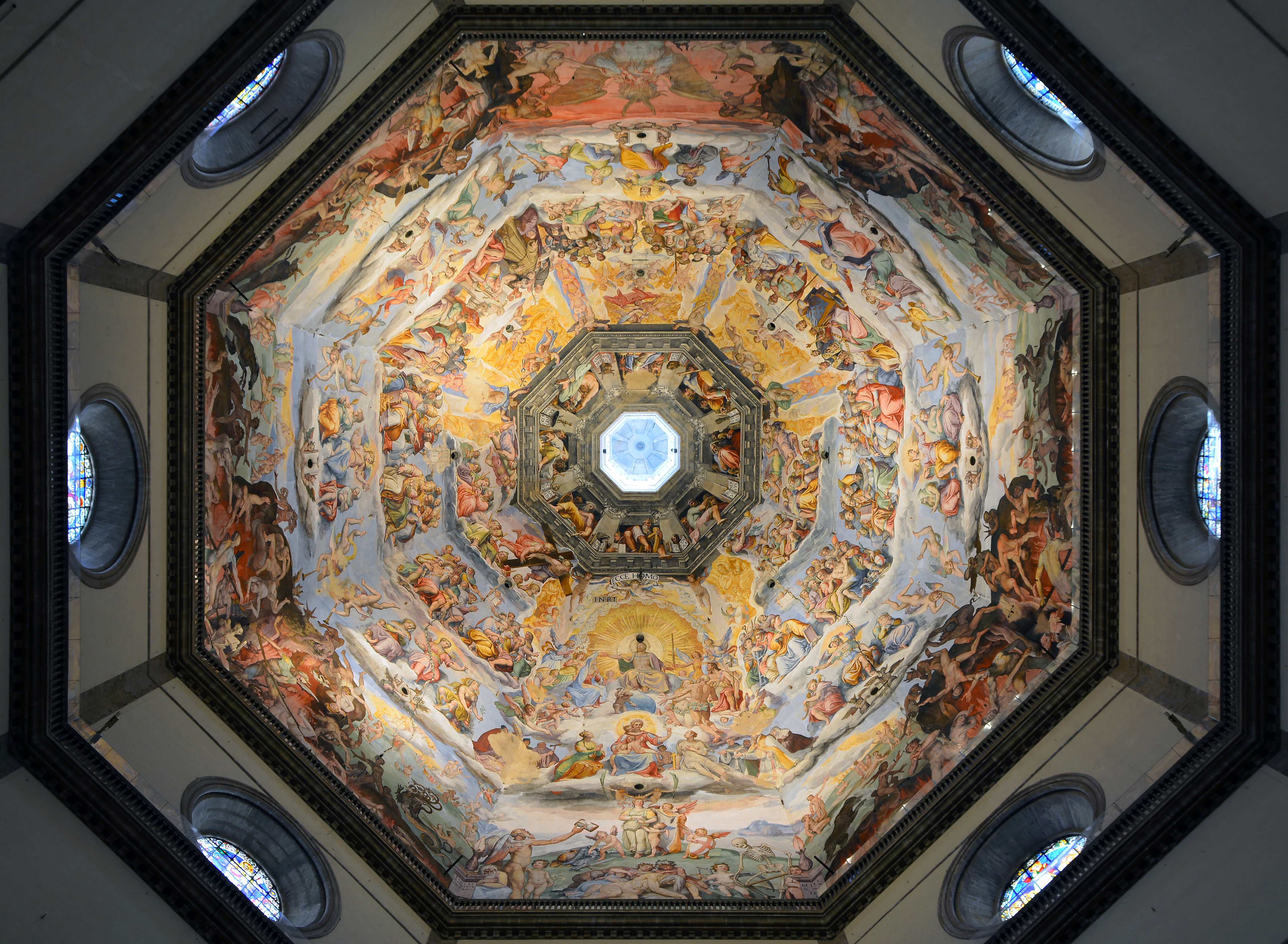
Wnętrze kopuły katedry we Florencji
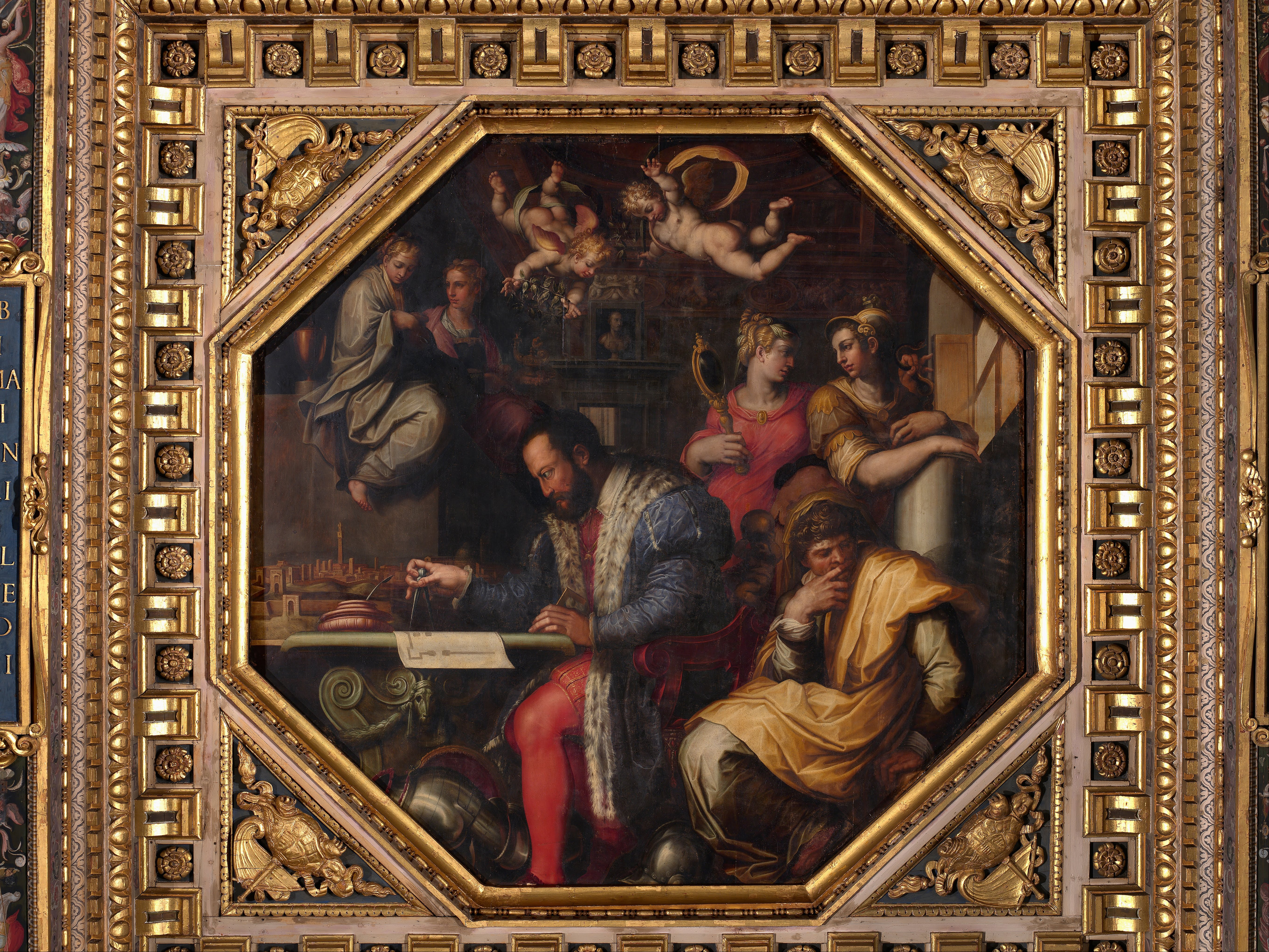
Cosimo studiuje zdobycie Sieny
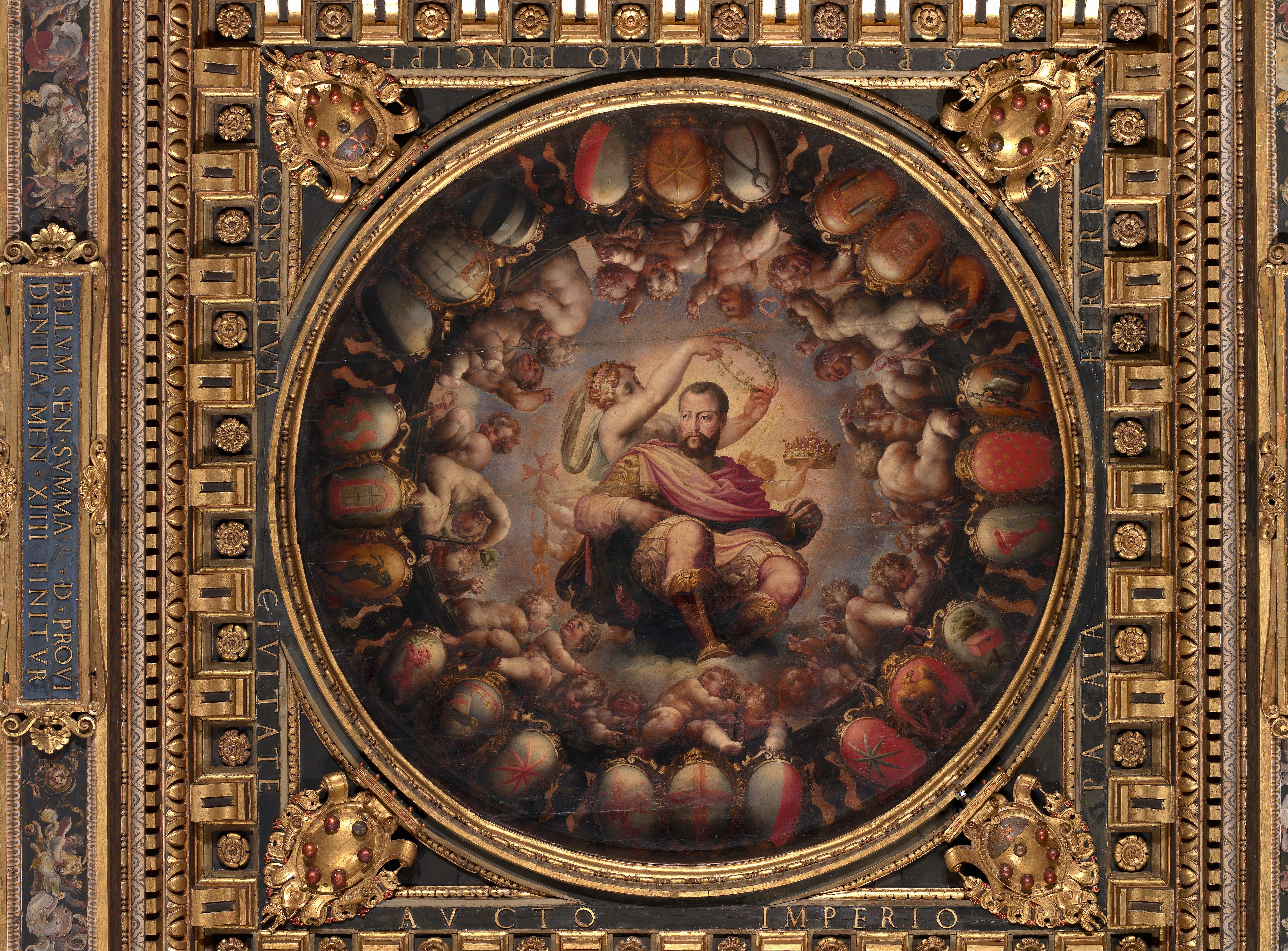
Apoteoza Cosimo I
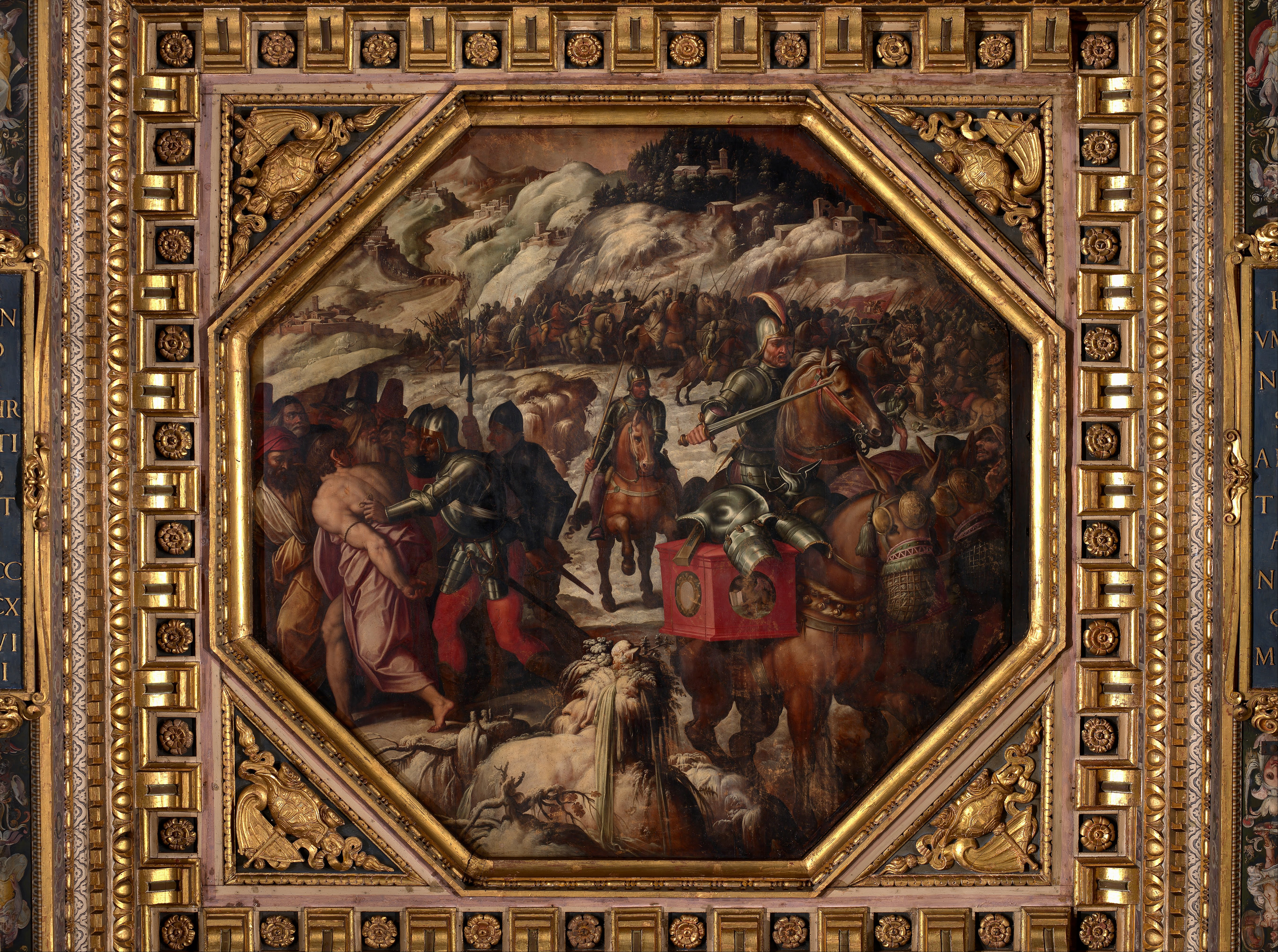
Klęska Wenecjan w Casentino

### Architektura

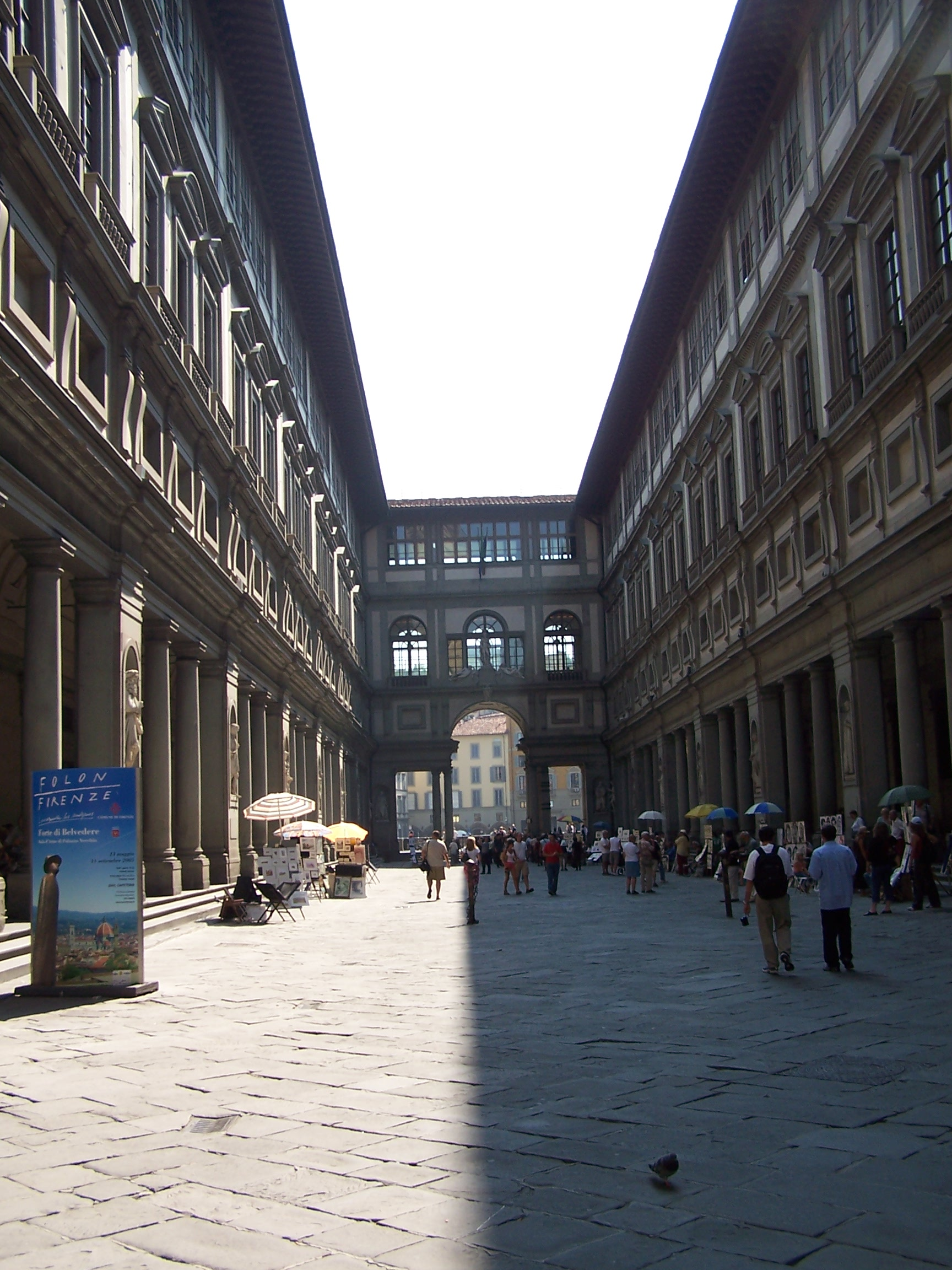
Kolumnada i loggia Uffizi
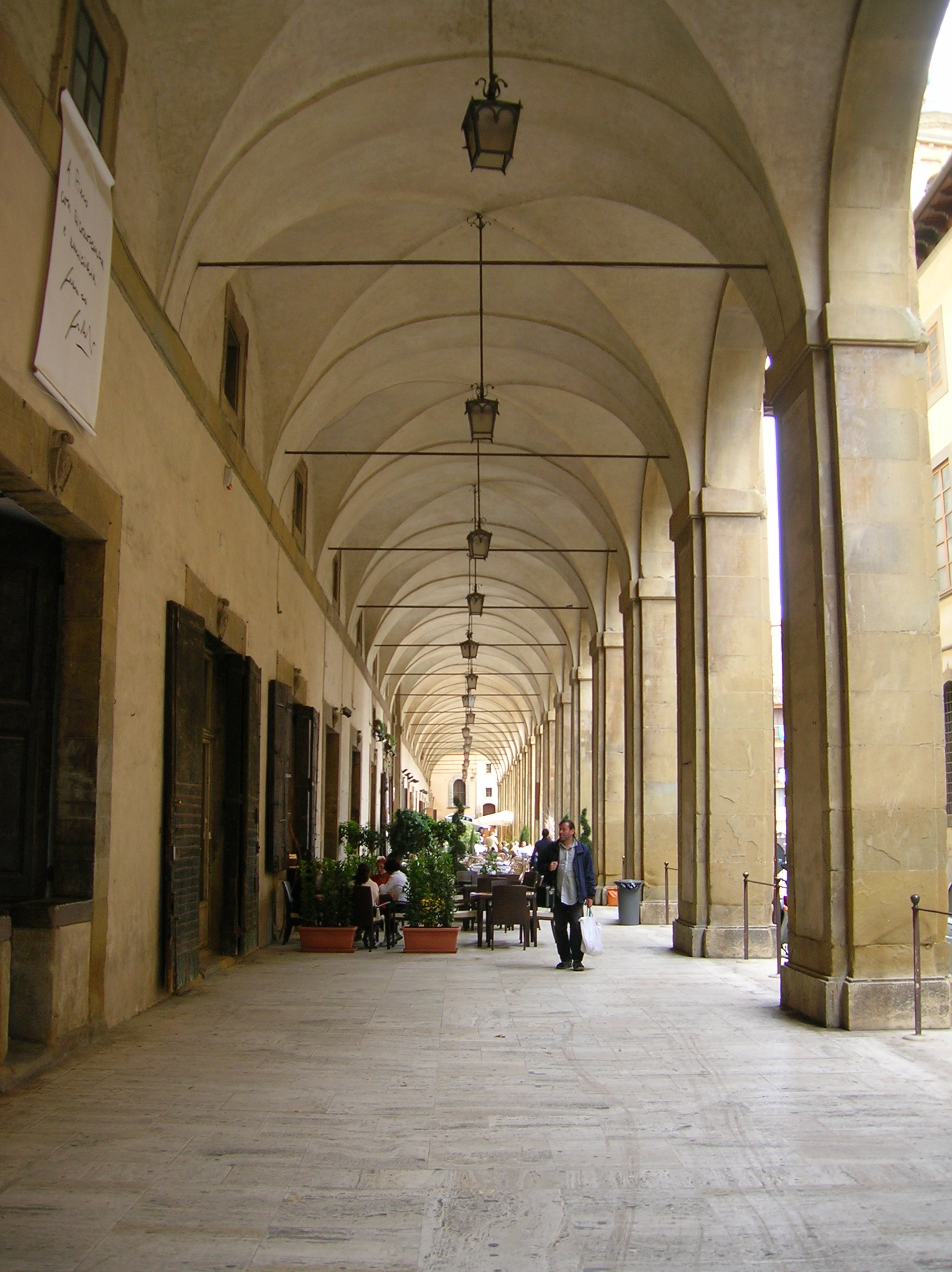
Loggia Vasariego w Arezzo
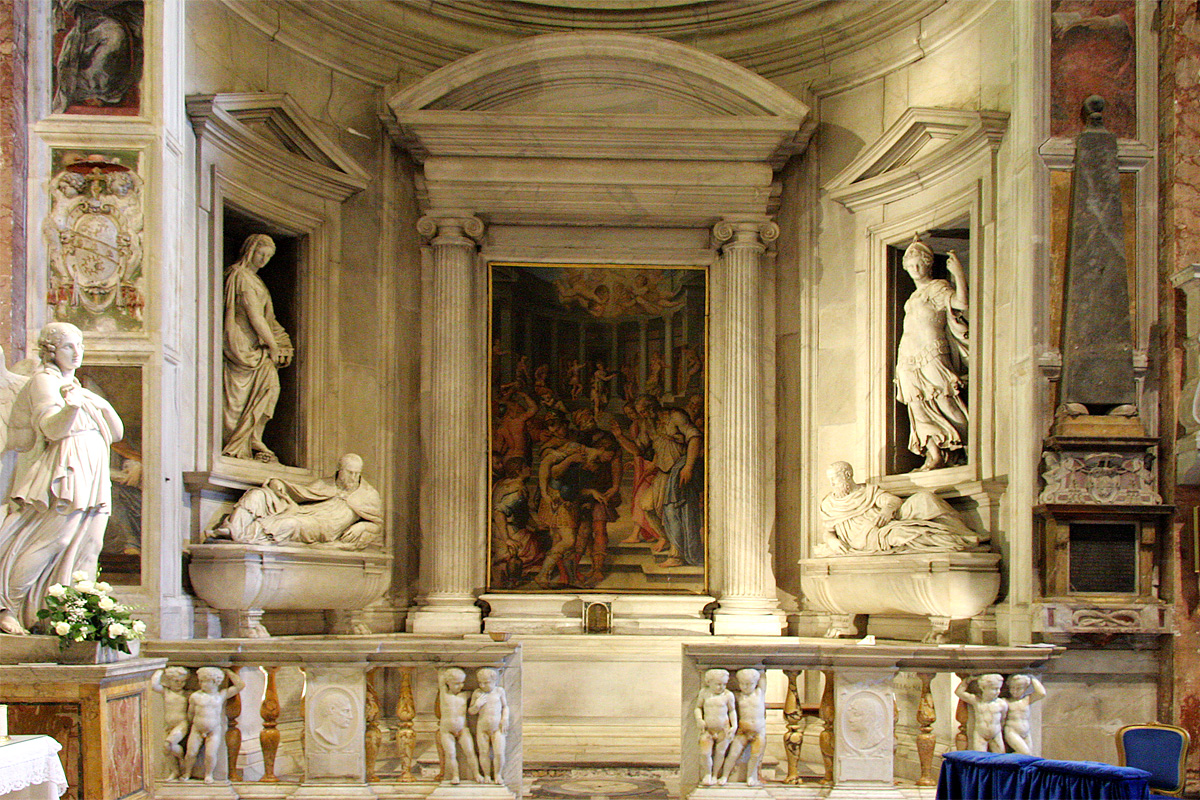
Pietro w Montorio, Rzym
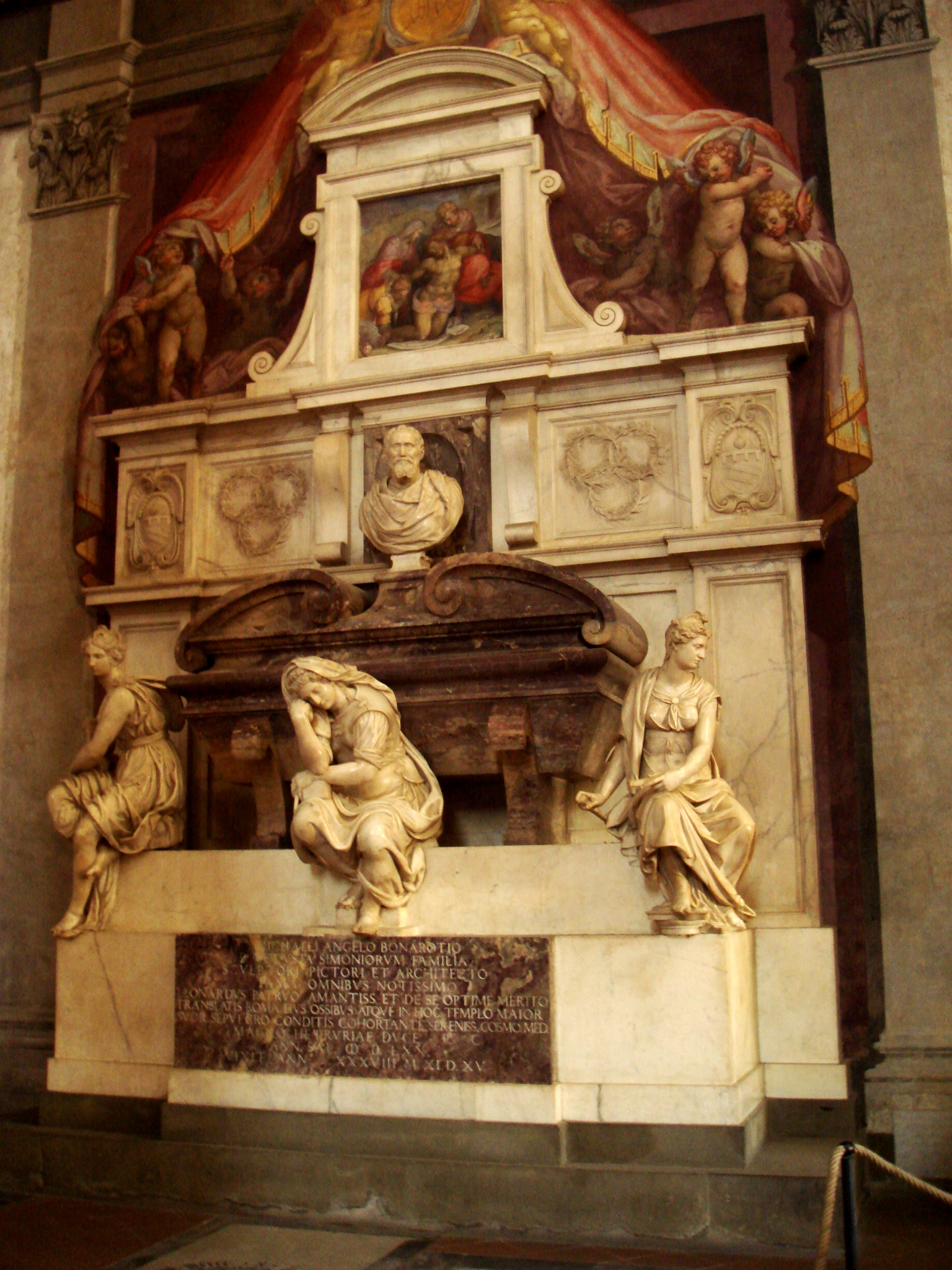
Grób Michała Anioła
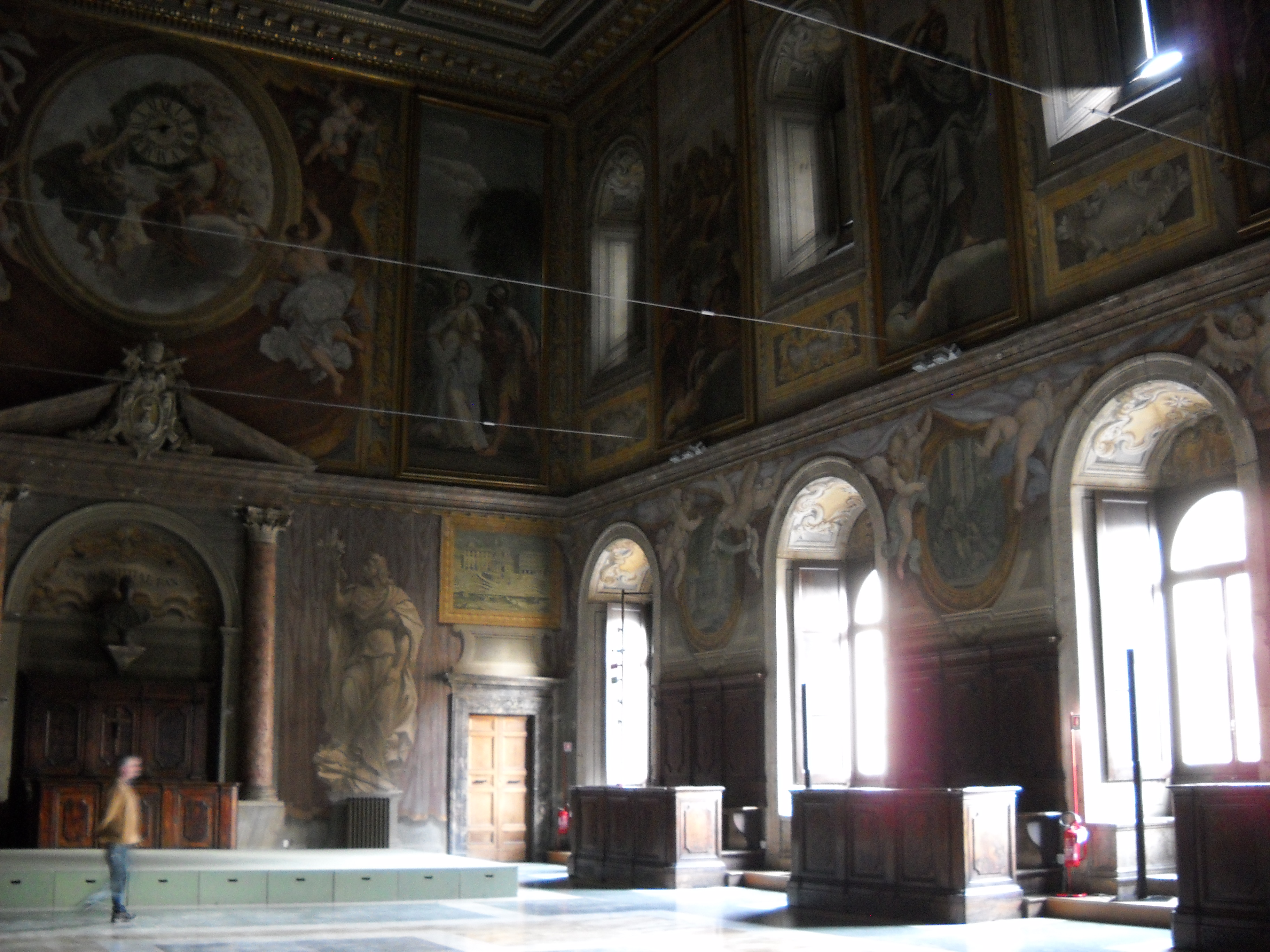
Sala Stu Dni (1547), Palazzo della Cancelleria
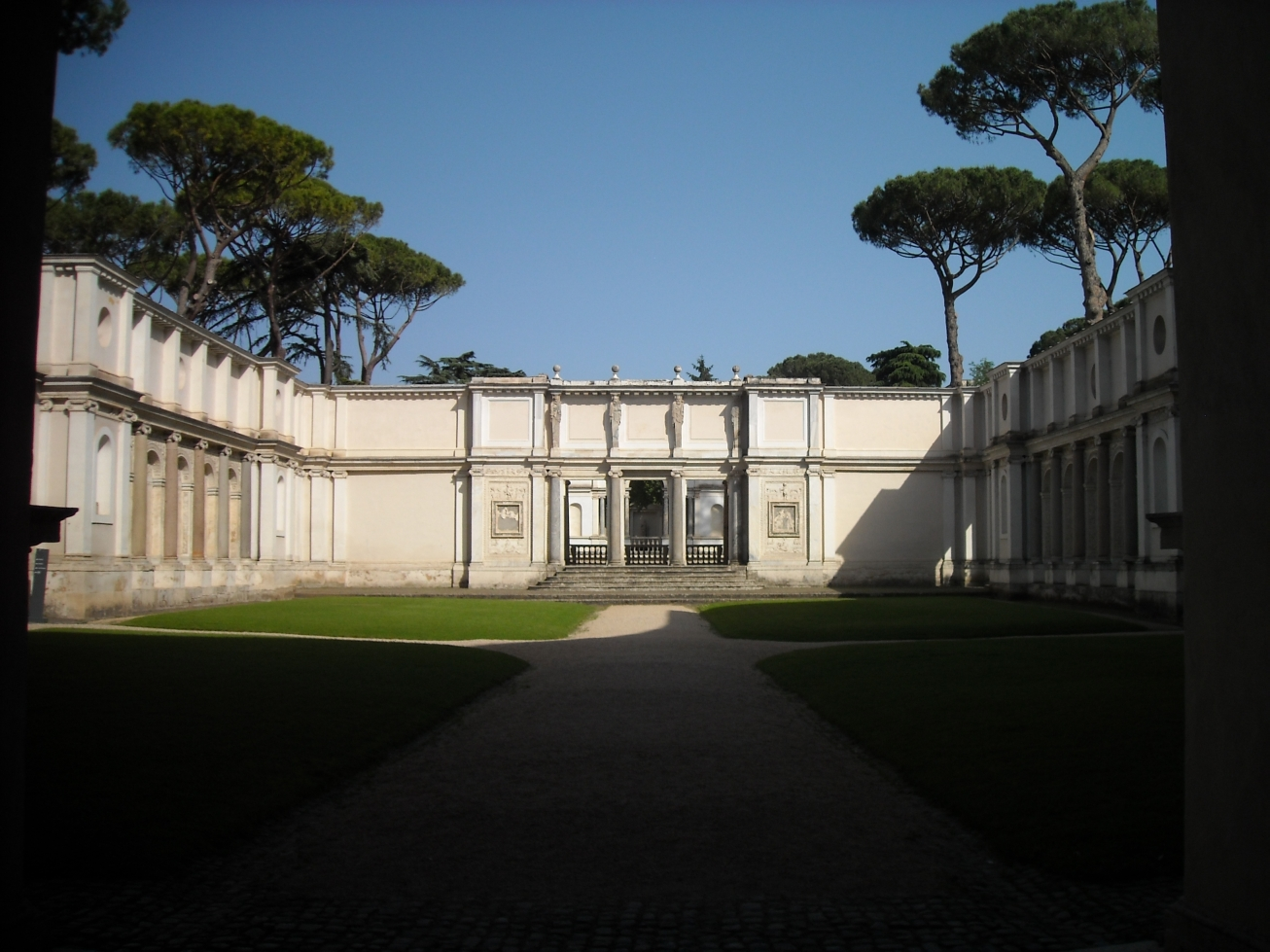
Villa Giulia
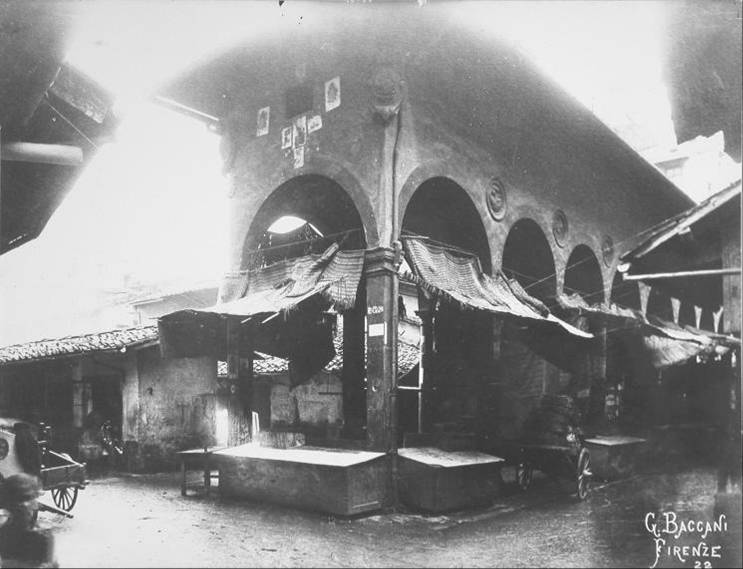
Część loggia del Mercato Vecchio we Florencji, tuż przed jej wyburzeniem w latach 80. XIX wieku